# Saarijärvi (sjö i Lieksa, Norra Karelen, 63,03 N, 30,39 Ö)
Saarijärvi är en sjö i kommunen Lieksa i landskapet Norra Karelen i Finland. Den är 9,4 meter djup. Arean är 41 hektar och strandlinjen är 3,51 kilometer lång. Sjön  ingår i Vuoksens huvudavrinningsområde.   Den ligger omkring 57 kilometer nordöst om Joensuu och omkring 430 kilometer nordöst om Helsingfors. 